# Bettelhovebeek
De Bettelhovebeek (soms ook Deinsbeek genoemd) is een beek in de Belgische stad Zottegem. De beek ontspringt in de wijk Bijloke nabij Grotenberge en stroomt zo verder langs Villa Cantaert, tussen het Egmontpark en het Beislovenpark, langs het Egmontkasteel en het Leirenshof naar het natuurgebied Wachtspaarbekken Bettelhovebeek in Strijpen. Daar vloeit de beek samen met de Molenbeek die voorbij Velzeke-Ruddershove uitmondt in de Zwalm. In de Bettelhovebeek werden tiendoornige stekelbaars, vinpootsalamander, andere salamandersoorten en bruine kikkers waargenomen. In de vallei leven onder andere ook de blauwe reiger en de ijsvogel. Het Jan de Lichtepad volgt gedeeltelijk de loop van de Bettelhovebeek.

## Wachtspaarbekken
In de vallei van de Bettelhovebeek ligt ook een wachtspaarbekken. Het gecontroleerd overstromingsgebied is een natuurreservaat van 1 ha groot en bevindt zich op het grondgebied van de deelgemeenten Strijpen en Velzeke. Het wachtspaarbekken sluit aan bij het deelgebied "Jan De Lichte" (5 ha) van het Natuurpunt-reservaat Middenloop Zwalm. Het maakt deel uit van het Vlaams Ecologisch Netwerk. Na kanalisatie van de Bettelhovebeek werd het spaarbekken in 1982 aangelegd om overstromingen bij de samenvloeiing te vermijden. Door aanvoer van slib ontstond in het spaarbekken een moeras. In het moerasgebied leven de ijsvogel, de blauwe reiger, de kleine karekiet, de wilde eend en het waterhoen. Er komen ook verschillende libellensoorten voor: grote keizerlibel, oeverlibellen, paardenbijter en heidelibellen. Het moerasgebied bestaat uit een kruidenzone, lisdoddenzone en wilgenopslag. Door beheer worden deze zones behouden (vijfjaarlijkse verwijdering van wilgenopslag). Het wachtbekken zelf wordt ingenomen door een typische moerasvegetatie met grote lisdodde en riet, met ertussen dichte pollen van onder andere russen, platte bies, rode bies, zeggen, gele lis en grote kattenstaart. De minst vochtige stukken worden bezet door ruigtekruiden zoals harig wilgenroosje, echte koekoeksbloem, moeraswalstro, kruipwilg en watermunt. Op de droge taluds ontbreken de waterminnende moerasplanten en worden er vervangen door boerenwormkruid, margriet, fluitenkruid, engelwortel, berenklauw, groot kaasjeskruid, hondsdraf en ooievaarsbek. 
Het stedelijk natuurreservaat "Wachtspaarbekken Bettelhovebeek" is vrij toegankelijk op de paden. Een natuurleerpad met infoborden slingert om de moeraszone heen. Het "Jan de Lichtepad", de GR122 en de wandelknooppuntennetwerken "Vlaamse Ardennen Zwalmvallei" en "Dendervallei" doen ook het reservaat aan.

## Afbeeldingen

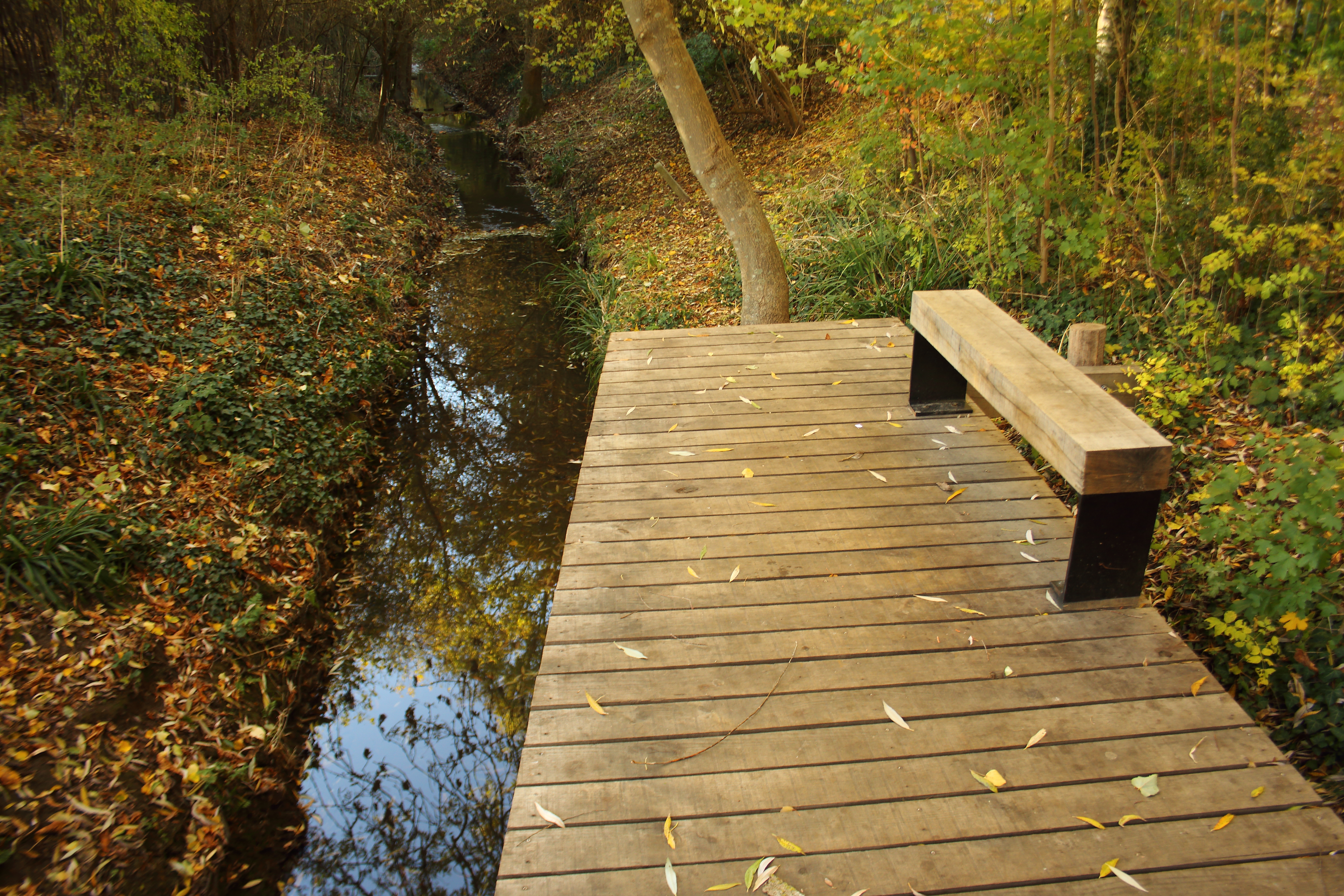
Bettelhovebeek aan het Egmontpark en Beislovenpark
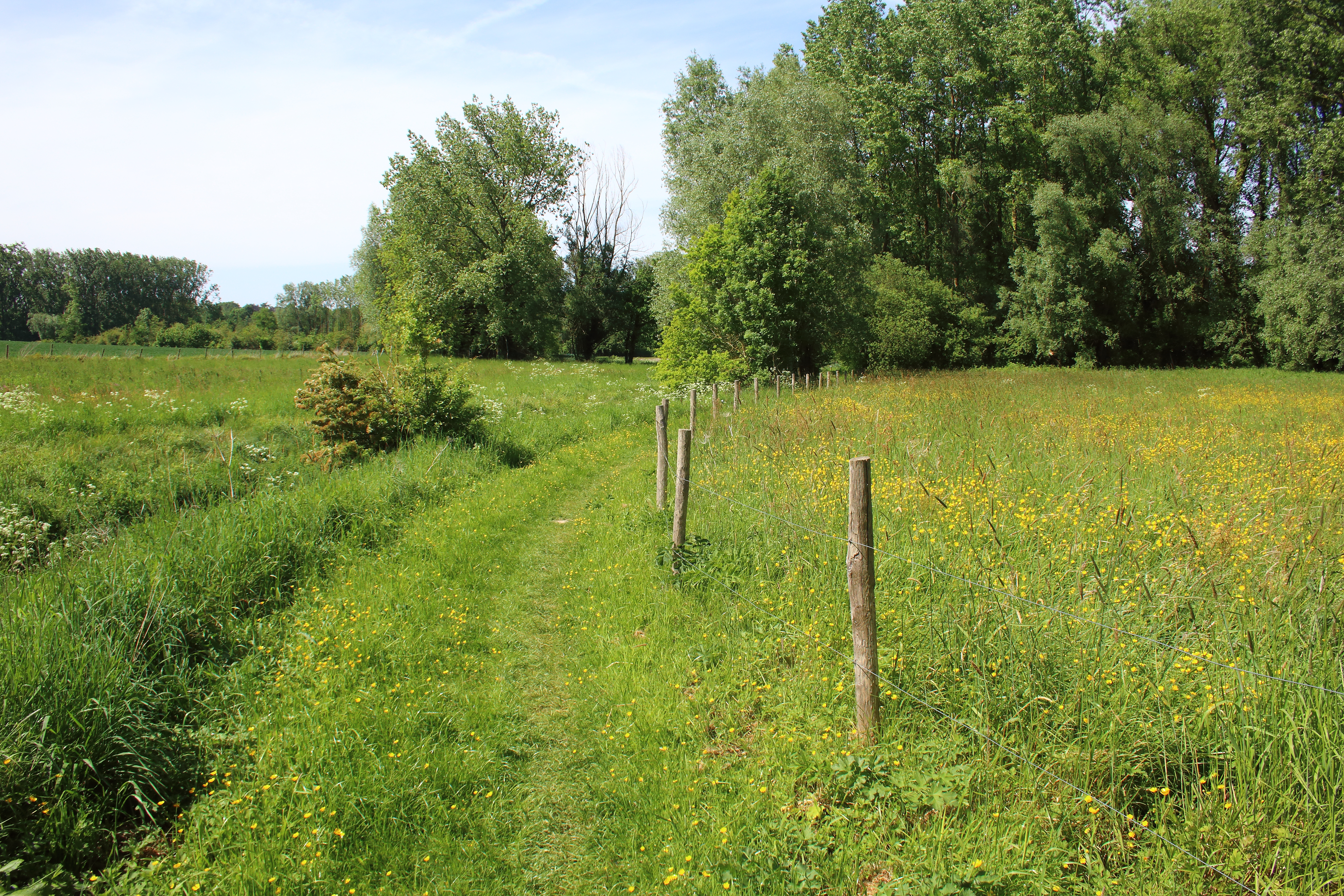
Bettelhovebeek aan het Jan de Lichtepad
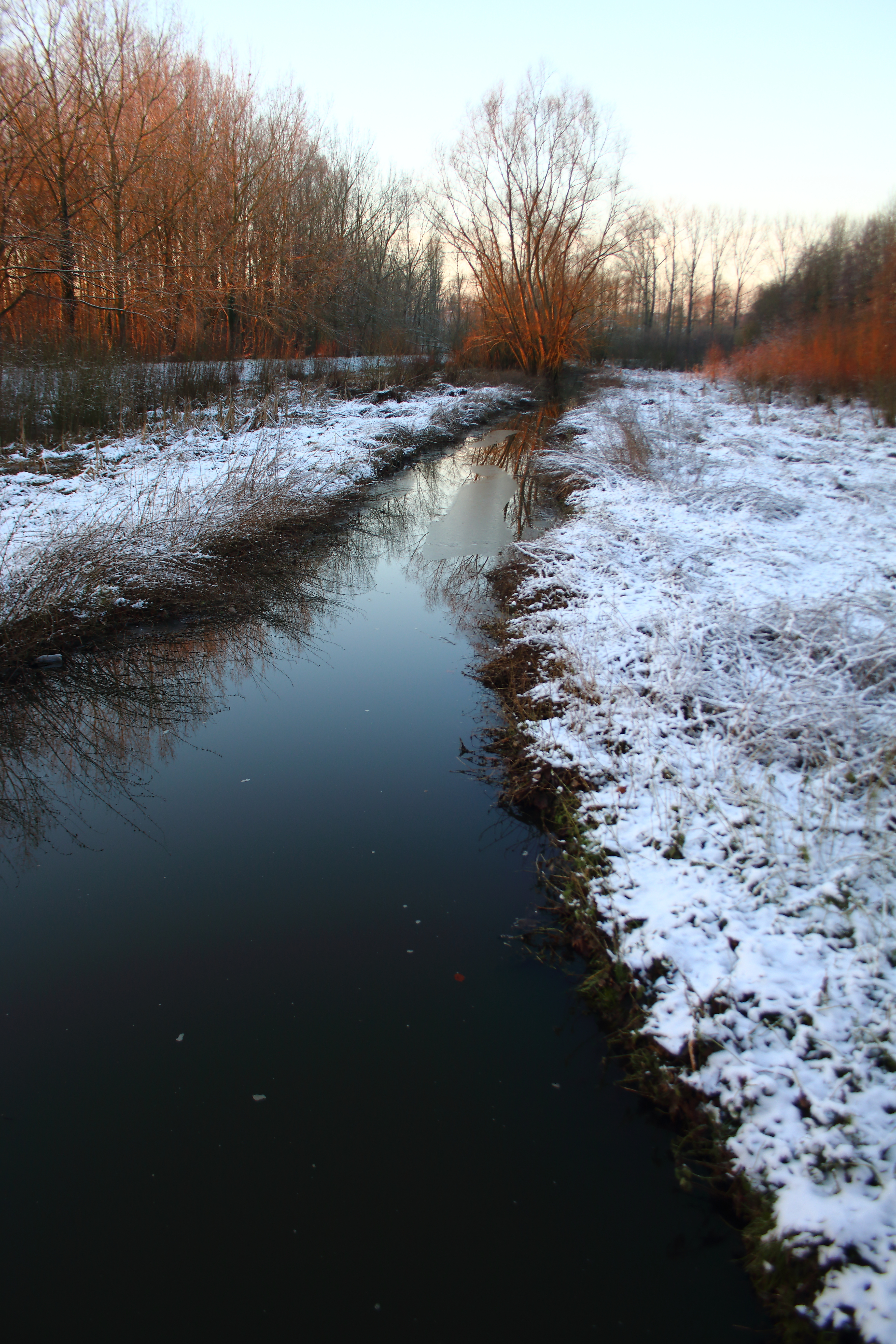
Bettelhovebeek aan het wachtspaarbekken
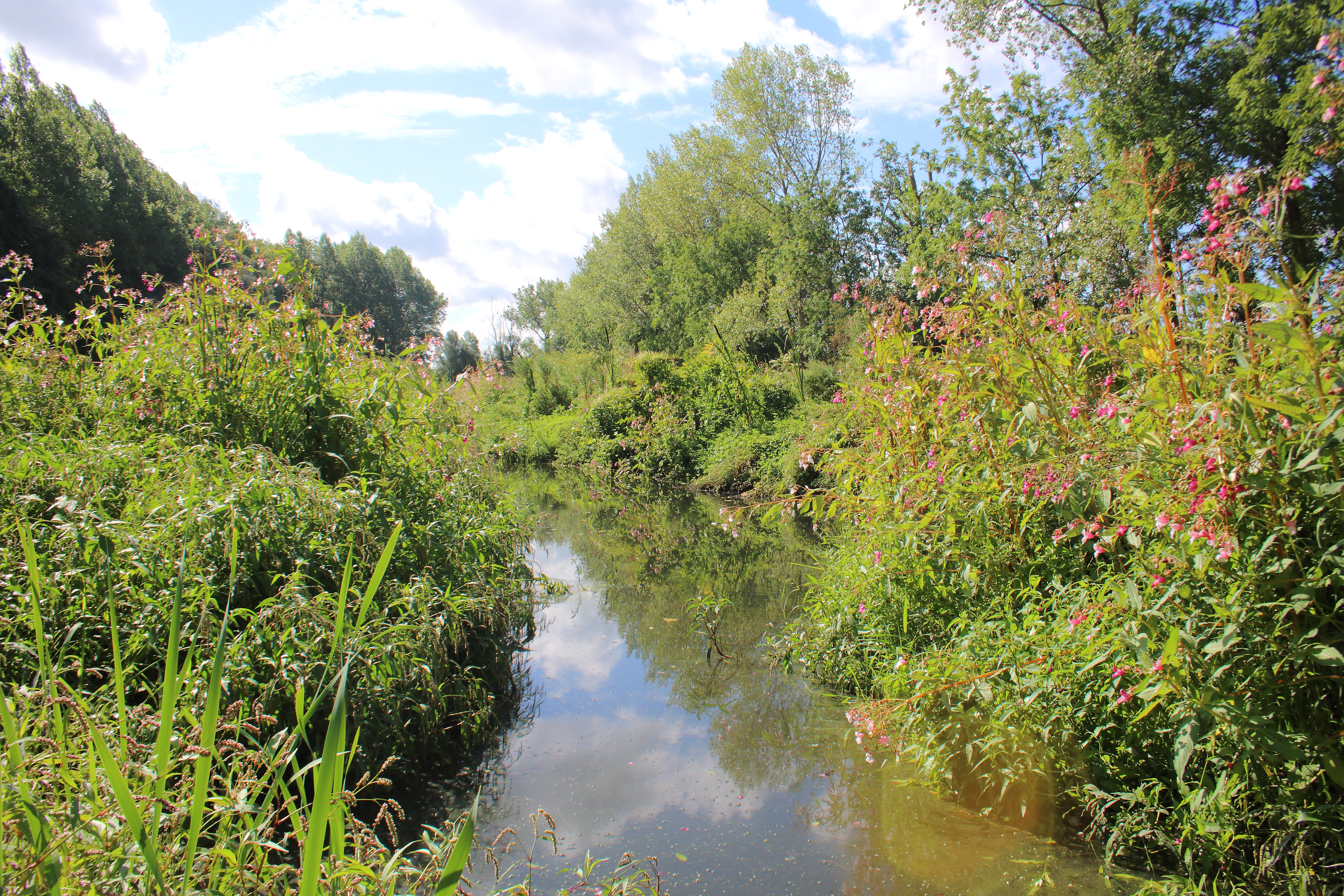
Bettelhovebeek aan het wachtspaarbekken